# Guldbyxbi
Guldbyxbi (Dasypoda suripes) är en art i insektsordningen steklar som tillhör familjen sommarbin. Det vetenskapliga namnet är omdebatterat, och många auktoriteter vill kalla arten Dasypoda aurata (se nedan under Namnkonflikt).

## Beskrivning
Guldbyxbi är ett långsträckt bi med gulbrun päls på mellankroppen, medan bakkroppens ovansida har kort, svart päls. Tergit 1 har iblandad, längre, gulbrun behåring på sidorna, medan tergiterna 2 till 6 har blekgula hårband baktill, på tergit 2 till 4 endast på sidorna. Honan har mycket långa, varmgula polleninsamlingshår på nedre delen av bakbenen. Även fötterna på de andra benen har långa, gula hår. Kroppen är 14 till 16 mm lång.

## Utbredning
Arten är mycket sällsynt i norra Centraleuropa som Tyskland och Polen. Den är mera vanlig söderöver från Italien via Grekland och Turkiet, förbi Kaspiska havet till södra Ryssland och vidare till Kina.
I Sverige har biet aldrig varit vanligt, och 47 insamlade exemplar är kända. Mellan 1930 och 1958 var dock arten fast etablerad i östra Skåne. Den senaste populationen var emellertid lokaliserad till sydöstra Öland, mellan åren 1972 och 1974. Arten har aldrig funnits i Finland och inte heller i Norge. I Danmark dog arten ut 1937. Det väckte därför stor uppståndelse när ett fynd av en ensam hane gjordes på Samsø 2018. Fyndet upprepades emellertid inte de följande två åren, trots eftersök.

### Status
I Sverige är arten sedan 2005 rödlistad som nationellt utdöd ("RE"). De troliga orsakerna är att sandtäkt antingen har förstört bona, eller också har detta tillsammans med betestryck minskat förekomsten av näringsväxten åkervädd under en acceptabel nivå.

## Ekologi
Habitatet utgörs av torra sandstäpper, sandhedar, buskageterräng liknande medelhavsområdets macchia och liknande områden. Arten besöker näringsväxter som blåmunkar, fältväddar och åkerväddar, men pollen – denna används som näring till larverna – hämtas uteslutande från åkervädd. Flygtiden varar från juli till första halvan av augusti.
Hanarna patrulleringsflyger bland blommande åkervädd och väddklint. Flera hanar flyger efter varandra i en bana längs växter, där de avsätter feromoner för att ange för honorna att det finns parningsvilliga hanar i närheten.
På kontinenten gräver honan bogångar i sandig mark.

## Namnkonflikt
När Johann Ludwig Christ namngav arten 1791, undvek han att ange några geografiska uppgifter på det material han använde sig av. Detta har lett till osäkerhet om materialets härkomst. Många auktoriteter vill därför i stället erkänna F. Rudow som auktor, och använda samma artepitet som honom, nämligen aurata.
Svenska Artdatabanken uttalar sig positivt om det nya namnförslaget, inte minst som Dasypoda aurata passar ihop med det svenska trivialnamnet (aurata = gyllne). Man väljer dock för närvarande (2025) att behålla det gamla namnet. Denna Wikipedia-artikel ansluter sig till det synsättet. Även Internationella naturvårdsunionen (IUCN) använder det gamla namnet.